# Walter de Fauconberg, 1. Baron Fauconberg
Walter de Fauconberg, 1. Baron Fauconberg (* vor 1254; † 1304) war ein englischer Peer.

## Leben und Karriere

### Herkunft und Familie
Sir Walter de Fauconberg war der Sohn und Erbe Sir Peters de Fauconbergs, der um 1230 als Herr von Rise und Withernwick in Holderness erscheint, und von dessen erster Ehefrau Margaret, Tochter des Richard de Muntfichet zu Stansted in der Grafschaft Essex. Seine Familie stammte aus Frankreich und wahrscheinlich von Drogo, dem Kastellan von Saint-Omer und Herrn von Fauquembergues aus dem Pas de Calais im heutigen Nordfrankreich ab, der vermutlich mit König Wilhelm I. (dem Eroberer), nach England gekommen war. Dessen wahrscheinlicher Sohn, Franco, homo Drogonis, hatte Rise und Withernwick erhalten.

### Leben
Walter de Fauconberg stand den größten Teil seines Lebens in königlichen Diensten, und zwar sowohl als Soldat wie auch als politischer Ratgeber. Zunächst diente er 1254 seinem König als Soldat in der Gascogne unter dem Oberbefehl von Simon de Montfort, 6. Earl of Leicester. Simon de Montfort geriet im selben Jahr mit dem englischen König Heinrich III. in Streit und begann deshalb mit zahlreichen anderen Großen des Reiches einen Aufstand gegen den König. Auch Walter von Fauconberg muss in die innerenglischen Streitigkeiten verwickelt gewesen sein, denn die Krone zog seine Güter nach Niederschlagung der Rebellion ein. Erst 1268 konnte er sie gegen Zahlung von 250 Pfund zurückerwerben, nachdem er schon seit 1257 von Heinrich III. wieder zu Kriegsdiensten herangezogen wurde. Auch für dessen Nachfolger Eduard I. leistete er bis 1302 Kriegsdienste, wobei er sich so bewährte, dass Eduard I., der ihn auch als Ratgeber schätzte, ihn am 24. Juni 1295 durch einen Writ of Summons in das Parlament berief und ihn dadurch zum erblichen Baron Fauconberg machte. Von diesem Zeitpunkt an nahm Walter de Fauconberg regelmäßig bis 1302 an den Beratungen des Parlaments teil. Er starb in der Nacht vom 1. auf den 2. November 1304 in Rise und wurde im Priorat von Nunkeeling beerdigt.
Er war mit Agnes de Brus verheiratet, Schwester und Erbin des Peter de Brus († um 1272), Herr von Skelton. Aus dem Recht seiner Frau erbte er die Burg von Skelton-in-Cleveland. Sein Sohn, der ebenfalls Walter de Fauconberg hieß, folgte ihm als zweiter Baron.